# Dame
Dame – żeński ekwiwalent angielskiego tytułu honorowego Sir, który otrzymuje kobieta uhonorowana Orderem Łaźni, Orderem św. Michała i św. Jerzego, Orderem Wiktoriańskim lub Orderem Imperium Brytyjskiego w klasie „Dama Krzyża Wielkiego” lub „Dama Komandor”.